# Selče pri Brežah
Selče, tudi Seliče ali Selišče  (nemško Zeltschach) je vas v občini Breže v okraju Šentvid ob Glini na Koroškem in so bile občinski glavni kraj občine Selče, ki je obstajala od leta 1890 do 1972. Kraj ima 190 prebivalcev (1. januar 2023). Leži na območju katastrske občine Selče.

## Geografija
Selče so v Kotarškem hribovju, približno 3 ½ km zračne črte severovzhodno od občinskega glavnega kraja Brež, in ležijo na 817 m nad morsko gladino. Čeprav so skozi kraj v antiki in srednjem veku potekale pomembne prometne poti, je danes mesto odmaknjeno od glavnih prometnic, skoraj v slepi ulici.
V vasi se uporabljajo naslednja imena kmetij: Thurnhof (hišna št. 1), Rasch (št. 4), Friedl (št. 5), Solderer (št. 9), Pichl (št. 13), Oberer Schneider (št. 14), Stiegenbauer (št. 15), Lakenwirth (št. 16), Bachkeusche (št. 17), Mooskeusche (št. 18), Fressmühle (št. 19a), Hackbrettler (št. 20), Schmidt (št. 21), Preis (št. 24), Zimmermann (št. 25) in Keuschenbauer (št. 26).

## Zgodovina
Ime kraja izhaja iz alpsko slovanskega sedǝlce, kar pomeni majhno (gorsko) sedlo. Ime kraja, tako kot ime sosednjega kraja Sattelbogen, se nanaša na staro pot, ki je prečkala območje Brež-Selč proti severu v Neumarkter Hochtal.
Že njegova zgodnja dokumentarna omemba leta 898 priča o njegovem zgodovinskem pomenu v srednjem veku. Tega leta je cesar Arnulf Koroški podelil v fevd svojemu privržencu Zwentibolchu, ki je pozneje prešel na Emo Krško, ki je bila poročena z mejnim grofom Viljemom Savinjskim, ki je bil še posebej bogat na Spodnjem Štajerskem. Kasneje so gospodje Pegavski, imenovani po gradu ob Muri na Štajerskem, posedovali posest Selč, ki so jim pripadle kot fevd Krškega škofa.
Grofija Breže in Selče je obsegala območje od Blatnice na zahodu, Gornje Doline Mure na severu, Krške doline na jugu in Selč na vzhodu.
Že od 13. stoletja so na območju Selške gore in Dobriča kopali srebrno in železovo rudo, kar se je nadaljevalo do 19. stoletja in se razširilo še na Gaisberg. Rudarjenje je pripomoglo k bogatenju kraja in spodbudilo tudi razvoj bližnjega mesta Breže. Med drugim je bil iz srebra kovan Breški Pfennig.

## Pomembne stavbe
Gotska župnijska cerkev Selče ima romanski stolp in bogato profiliran zahodni portal. Oltarji so rokokojski, glavni oltar je iz leta 1756. Poslikave rož in vitic so iz okoli leta 1500.
Župnišče v Thurnhofu zahodno od vasi (ime se nanaša na stolp) ima zagotovo srednjeveško jedro in verjetno izvira iz obrambne zgradbe. Malo južneje od Selč na območju sosednjega kraja Schwall so ostanki še enega srednjeveškega utrjenega objekta, popularno znanega kot Hemin grad, za katerega velja, da je bil rodbinski grad Selških grofov.

## Znane osebnosti iz kraja
- Bertold Selški (1090–1106), Krški škof
- Ema Krška, katoliška svetnica